# Mary O’Rourke

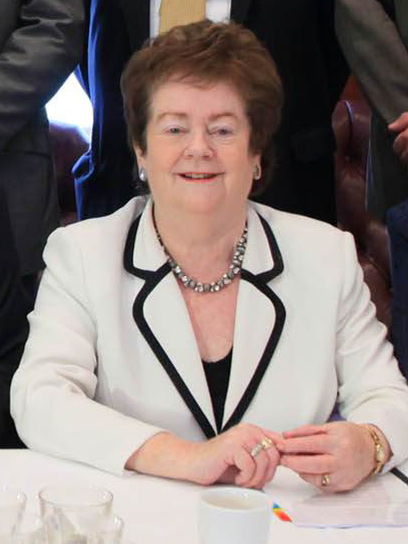
Mary O’Rourke, 2009

Mary O’Rourke (Geburtsname: Mary Lenihan; irisch: Máire Uí Ruairc; * 31. Mai 1937 in Athlone, County Westmeath; † 3. Oktober 2024) war eine irische Politikerin der Fianna Fáil.

## Biografie
Mary Lenihan stammte aus einer politisch engagierten Familie. Ihr Vater Patrick Lenihan war Abgeordneter des Unterhauses, ihr Bruder Brian über zwei Jahrzehnte Minister in den von der Fianna Fáil gestellten Regierungen, dessen Sohn Brian Joseph bis 2011 Finanzminister, während ein weiterer Sohn, Conor, bis 2011 Staatsminister mit unterschiedlichen Zuständigkeiten war.
Sie selbst war nach dem Studium als Lehrerin tätig und begann ihre nationale politische Laufbahn 1981 mit der Wahl zum Mitglied des Senats (Seanad Éireann), in dem sie bis 1982 die Gruppe Kultur und Bildung vertrat.
Am 24. November 1982 wurde sie dann als Kandidatin der Fianna Fáil erstmals zur Abgeordneten (Teachta Dála) des Unterhauses (Dáil Éireann) gewählt und vertrat dort bis 1992 zunächst den Wahlkreis Longford-Westmeath und anschließend bis 2002 den Wahlkreis Westmeath.
Nach dem Wahlsieg der Fianna Fáil wurde sie am 10. März 1987 von Premierminister (Taoiseach) Charles J. Haughey zur Bildungsministerin in dessen Kabinett ernannt. Dieses Amt übte sie bis zu einer Kabinettsumbildung am 14. November 1991 aus, als sie zur Gesundheitsministerin ernannt wurde.
1992 kandidierte sie für das Amt der Vorsitzenden der Fianna Fáil. Dabei unterlag sie jedoch mit sechs Stimmen Albert Reynolds (61 Stimmen) und Michael Woods (zehn Stimmen) deutlich.
Haugheys Nachfolger als Premierminister, Albert Reynolds, ernannte sie am 13. Februar 1992 zur Staatsministerin im Ministerium für Industrie und Handel. Damit gehörte sie als „Juniorministerin“ nicht mehr dem eigentlichen Kabinett an. Anschließend war sie vom 14. Januar 1993 bis zum 15. Dezember 1994 Staatsministerin im Ministerium für Unternehmen und Beschäftigung.
Nach dem erneuten Wahlsieg der Fianna Fáil wurde sie am 26. Juni 1997 von Premierminister Bertie Ahern zur Ministerin für öffentliche Unternehmen ernannt. Dieses Amt übte sie bis zum 6. Juni 2002 aus.
Nach ihrem Ausscheiden aus dem Kabinett und dem Unterhaus wurde sie von Premierminister Ahern am 26. Juli 2002 zum Mitglied des Senats nominiert und war dort von September 2002 bis 2007 Fraktionsvorsitzende der Regierungsfraktion (Leader of the Seanad Éireann).
Von 2007 bis Februar 2011 vertrat O’Rourke erneut den Wahlkreis Longford-Westmeath im Unterhaus.
Für ihre Autobiografie Just Mary: My Memoir wurde sie 2012 mit einem Irish Book Award ausgezeichnet.